# Kościół Matki Bożej Częstochowskiej w Gogolewie
Kościół Matki Bożej Częstochowskiej w Gogolewie – katolicki kościół parafialny zlokalizowany we wsi Gogolewo w gminie Marianowo, w powiecie stargardzkim (województwo zachodniopomorskie).

## Historia
Murowany z kamienia kościół wzniesiony został w XV wieku. W 1643 roku został strawiony przez pożar, po którym odbudowano go dopiero w 1827 roku. W czasie odbudowy dokonano m.in. przemurowania okien, wykonano też istniejące dzisiaj elementy drewniane. Po II wojnie światowej kościół został konsekrowany jako świątynia katolicka w dniu 17 października 1945 roku.

## Architektura
Kościół jest budowlą halową, z prezbiterium zamkniętym prostą ścianą. Od strony zachodniej znajduje się wieża. Swój pierwotny kształt sprzed XIX-wiecznej przebudowy zachował jedynie ostrołukowy, murowany z cegły portal. Wnętrze kościoła nakrywa drewniany, belkowany strop. Nad wejściem znajduje się drewniana empora. Prezbiterium oddzielone jest od nawy kilkustopniowym podwyższeniem. W kościele zachowały się XIX-wieczne ławki.